# Бенцани
Бенцани (хрв. Bencani, итал. Benzani) је насељено место у општини Опртаљ, Истарска жупанија, Хрватска.

## Историја
До територијалне реорганизације у Хрватској били су у саставу старе општине Бузет.

## Становништво
У попису становништва из 2011. године, Бенцани су имали 7 становника.
| Број становника према пописима | Број становника према пописима | Број становника према пописима | Број становника према пописима | Број становника према пописима | Број становника према пописима | Број становника према пописима | Број становника према пописима | Број становника према пописима | Број становника према пописима | Број становника према пописима | Број становника према пописима | Број становника према пописима | Број становника према пописима | Број становника према пописима | Број становника према пописима |
| ------------------------------ | ------------------------------ | ------------------------------ | ------------------------------ | ------------------------------ | ------------------------------ | ------------------------------ | ------------------------------ | ------------------------------ | ------------------------------ | ------------------------------ | ------------------------------ | ------------------------------ | ------------------------------ | ------------------------------ | ------------------------------ |
| 1857                           | 1869                           | 1880                           | 1890                           | 1900                           | 1910                           | 1921                           | 1931                           | 1948                           | 1953                           | 1961                           | 1971                           | 1981                           | 1991                           | 2001                           | 2011                           |
| 0                              | 0                              | 150                            | 149                            | 142                            | 150                            | 0                              | 0                              | 110                            | 84                             | 33                             | 24                             | 18                             | 9                              | 8                              | 7                              |

Напомена: Године 1857, 1869, 1921. и 1931. подаци су садржани у насељу Опртаљ. До 1981. исказивано под именом Бенчани.